# أندريا مانتوفاني
أندريا مانتوفاني (بالإيطالية: Andrea Mantovani)‏ (مواليد 22 يونيو 1982 في تورينو - إيطاليا) لاعب كرة قدم إيطالي يلعب حاليا لصالح نادي الدرجة الأولى كييفو فيرونا الإيطالي منذ 2005 في مركز قلب الدفاع كما يجيد اللعب في مركز الظهير الأيسر .

## روابط خارجية
- أندريا مانتوفاني على موقع قاعدة بيانات كرة القدم.إي يو (الإنجليزية)
- أندريا مانتوفاني على موقع Soccerway.com (الإنجليزية)
- أندريا مانتوفاني على موقع عالم كرة القدم.نت (الإنجليزية)
- أندريا مانتوفاني على موقع كووورة
- أندريا مانتوفاني على موقع GSA (الإنجليزية)